# Nationale universiteit An-Najah

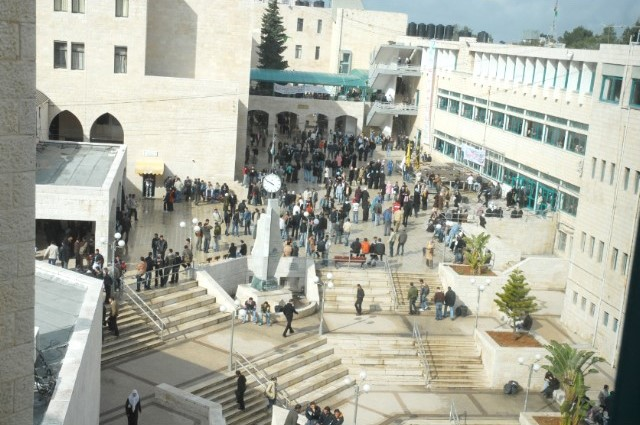
campusleven

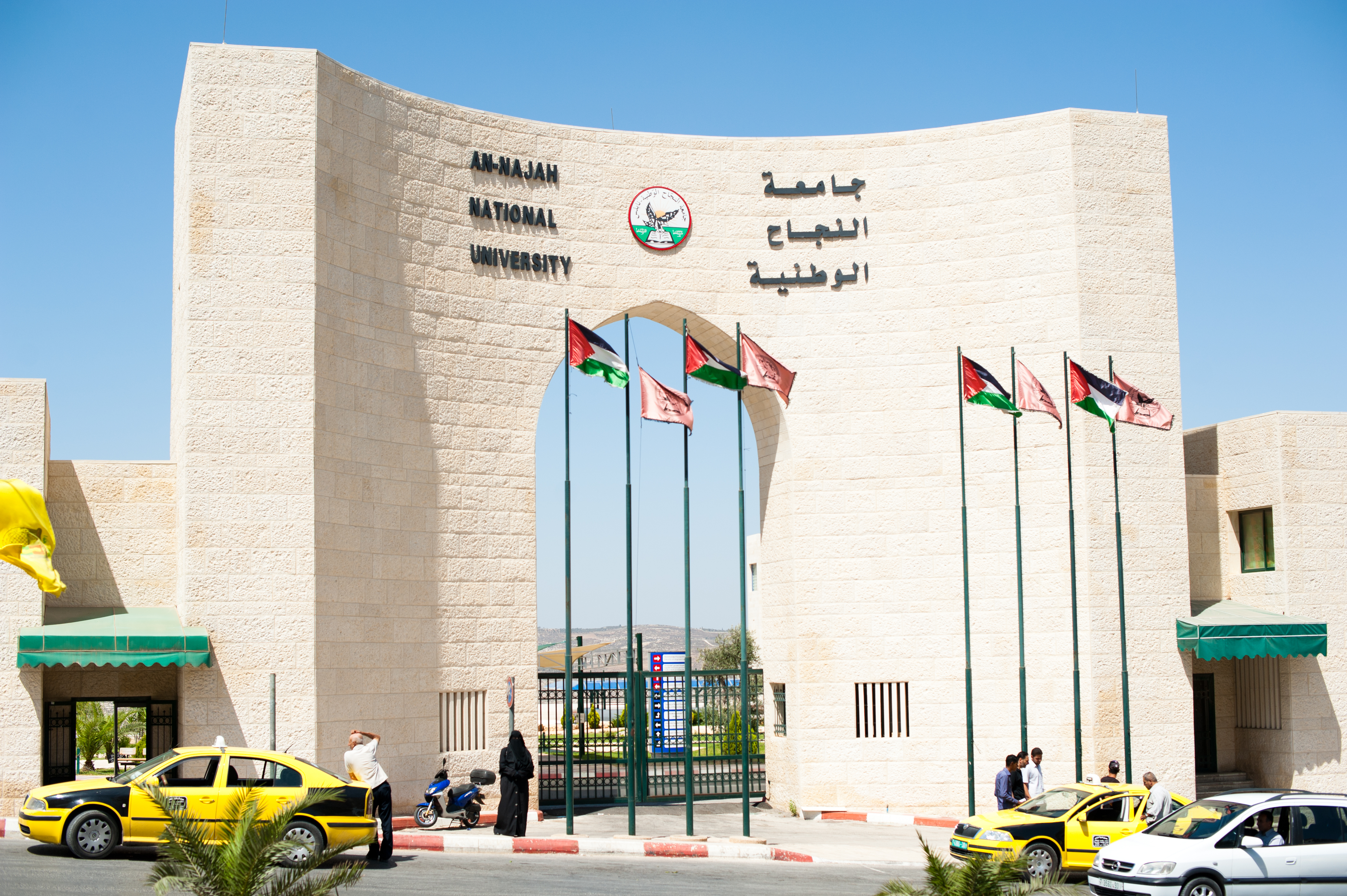
Toegangspoort, hoofdingang

De Nationale universiteit An-Najah (جامعة النجاح الوطنية) is een Palestijnse openbare universiteit in het noordelijk deel van de Westelijke Jordaanoever, in de stad Nablus. Het is met 3.000 personeelsleden en meer dan 20.000 studenten de grootste Palestijnse universiteit. De als universiteit in 1977 geïnstalleerde instelling telt meer dan 300 professoren in 19 faculteiten. Als basisschool werd de instelling in 1918 ingehuldigd.
In de groep wetenschappen zijn er faculteiten Wetenschappen, Ingenieurswetenschappen, Informatietechnologie, Landbouwwetenschappen, Menselijke geneeskunde, Optometrie, Farmaceutische wetenschappen, Dierengeneeskunde, Verpleegkunde en Lichamelijke opvoeding.
In de groep humane wetenschappen zijn er faculteiten Letteren, Schone kunsten, Islamitische Wetten (Shari'a), Rechten, Economische en Administratieve Wetenschappen en Pedagogische wetenschappen.
De universiteit heeft vier campussen en een ziekenhuis waar praktijkonderricht voor genees- en verpleegkunde doorgaat: de Nieuwe Campus, de Oude Campus, het Hisham Hijjawi College voor Technologie, de Khadouri Campus in Tulkarem (Landbouwwetenschappen en Dierengeneeskunde) en het An-Najah Nationaal Ziekenhuis.